# Гамянін Василь Іванович
Василь Іванович Гамянін (нар. 26 грудня 1971, Дніпропетровськ, Українська РСР, СРСР) — український дипломат, перекладач і китаєзнавець. Надзвичайний і Повноважний Посол України в Демократичній Республіці Конго (з 2024). Надзвичайний і Повноважний Посол України в Республіці Індонезія (2021—2024).
Представник України при Асоціації держав Південно-Східної Азії за сумісництвом (2022—2024). Заступник директора Четвертого територіального департаменту МЗС України (2020—2021). Радник-посланник Посольства України в КНР (2011—2015).

## Біографія
Народився 26 грудня 1971 у Дніпропетровську. У 1995 закінчив Київський національний університет імені Тараса Шевченка, факультет іноземної філології, за фахом «Перекладач китайської та англійської мов». Кандидат історичних наук.
У 2000 році в Інституті сходознавства ім. А.Кримського Національної Академії наук України захистив дисертацію на тему «Трансформаційні процеси в історії Китаю новітнього часу (1911—1949 рр.)».
Володіє китайською та англійською мовами.
У 1995—1999 рр. — працював на посадах перекладач-референт, менеджер з громадських зв'язків, помічник аудитора, менеджер ресурсів.
У 1999—2002 рр. — працював у системі Національної Академії наук України.
З 2002 року на дипломатичній роботі в МЗС України.
У 2002—2007 рр. — третій секретар відділу Азійсько-Тихоокеанського регіону Третього територіального управління МЗС України; третій, другий, перший секретар Посольства України в Китаї.
У 2007—2010 рр. — головний консультант, заступник завідувача відділу міжнародних парламентських організацій Управління забезпечення міжпарламентських зв'язків Апарату Верховної Ради України.
У 2010—2011 рр. — начальник відділу країн Далекого Сходу Шостого територіального департаменту МЗС України.
З серпня 2011 року радник-посланник Посольства України в КНР.
З жовтня 2012 року по 1 вересня 2013 року — Тимчасовий повірений у справах України в Китайській Народній Республіці.
З 30 липня 2021 до 21 грудня 2024 року — Надзвичайний і Повноважний Посол України в Республіці Індонезія.
З 10 листопада 2022 до 21 грудня 2024 року — Представник України при Асоціації держав Південно-Східної Азії за сумісництвом.
З 21 грудня 2024 року — Надзвичайний і Повноважний Посол України в Демократичній Республіці Конго. Є першим Послом України з резиденцією в Кіншасі.

## Автор наукових праць
Має 17 наукових публікацій. Автор кількох наукових і художніх перекладів текстів китайської класичної та сучасної літератури.

## Дипломатичний ранг
- Надзвичайний і Повноважний Посланник другого класу[5]. П'ятий ранг державного службовця.
- Надзвичайний і Повноважний Посланник першого класу[6]

## Нагороди та відзнаки
- Подяка Міністра закордонних справ України,
- Почесна грамота МЗС України,
- Почесна грамота Кабінету Міністрів України.